# امبولامبه
امبولامبه (به لاتین: Embulambe) یک منطقهٔ مسکونی در سری‌لانکا است که در استان مرکزی (سری‌لانکا) واقع شده‌است.